# Cyprinus yilongensis

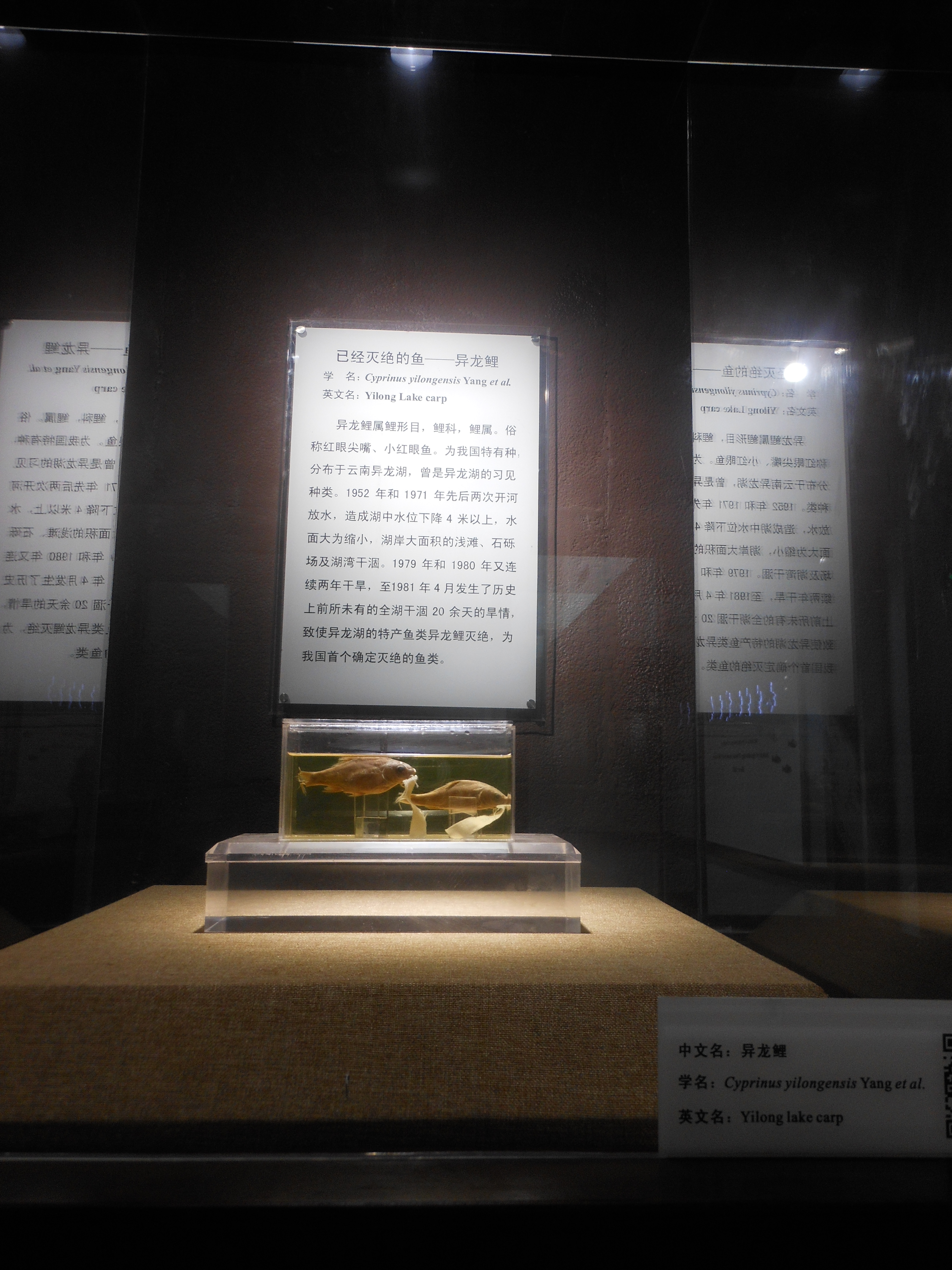
Konservierte Exemplare von Cyprinus yilongensis im Museum of Hydrobiological Sciences

Cyprinus yilongensis ist eine ausgestorbene Süßwasserfischart aus der Familie der Karpfenfische. Sie war im Yì Lóng Hú (Yilongsee) in der chinesischen Provinz Yunnan endemisch.

## Merkmale
Die Länge betrug 10 bis 13 cm. Der Bereich oberhalb der Augen war orange, der Kopf und die Oberseite waren grauschwarz oder tiefgrün. Die Flanken waren silbrigweiß. Die Brust- und die Bauchflossen waren etwas gelblich. Der Kopf war kegelförmig und die Schnauze spitz. Der Unterkiefer ragte etwas hervor. Es gab zwei Paar Barteln. Der letzte einfache Strahl der Rücken- und Afterflossen war stachelförmig und am hinteren Rand gezackt.

## Lebensweise
Cyprinus yilongensis bewohnte meist das Tiefenwasser des Sees, wo keine Wasserpest vorkam. Die Nahrung bestand hauptsächlich aus Plankton. Die Laichzeit war zwischen April und Mai.

## Status
Cyprinus yilongensis wurde 1977 beschrieben, auf der Basis von Typusexemplaren, die zwischen 1963 und 1964 gesammelt wurden. Das Aussterben ist vermutlich auf Überfischung, Wasserverschmutzung sowie auf eine vorübergehende Austrocknung des Yì Lóng Hú für 20 Tage im Jahre 1981 zurückzuführen. Nach dem Suchen nach der Art in den Jahren 1983 und 1984 ergebnislos blieben, wurde sie 1993 offiziell für ausgestorben erklärt.